# Carlos Bilardo
Carlos Salvador Bilardo (født 16. marts 1939 i Buenos Aires, Argentina) er en tidligere argentinskfodboldspiller og senere træner, der var træner for det argentinske landshold, der vandt guld ved VM i 1986 i Mexico. Han var landstræner fra 1983 til 1990, og stod dermed også i spidsen for holdet da det blev nr. 2 ved VM i 1990.
Som aktiv spillede Bilardo primært for Primera División-klubberne San Lorenzo og Estudiantes de La Plata. Begge klubber har han også haft ansvaret for som træner, ligesom han har stået i spidsen for blandt andet Boca Juniors, Sevilla FC og Colombias landshold.